# Köpings kontrakt
Köpings kontrakt var ett kontrakt i Västerås stift. Det upplöstes 1962 då församlingarna överfördes till olika kontrakt.

## Administrativ historik
Kontraktet omfattade 1735:
- Köpings stadsförsamling som uppgick 1920 i Köpings församling som 1962 överfördes till Köpings-Arboga kontrakt
- Köpings landsförsamling som uppgick 1920 i Köpings församling som 1962 överfördes till Köpings-Arboga kontrakt
- Bro församling som uppgick 1920 i Kolsva församling (Bro-Malma församling) som 1962 överfördes till Köpings-Arboga kontrakt
- Malma församling som uppgick 1920 i Kolsva församling (Bro-Malma församling) som 1962 överfördes till Köpings-Arboga kontrakt
- Björskogs församling som övergick 1953 till Arboga kontrakt
- Kungs-Barkarö församling som övergick 1953 till Arboga kontrakt
- Odensvi församling som övergick 1962 till Munktorps kontrakt
- Skinnskattebergs församling som övergick 1962 till Västanfors kontrakt
- Gunnilbo församling som övergick 1962 till Västanfors kontrakt
- Heds församling som övergick 1962 till Västanfors kontrakt

1952 tillfördes från Västerrekarne kontrakt i Strängnäs stift följande församlingar som 1953 överfördes till Arboga kontrakt  
- Kung Karls församling
- Torpa församling